# Kazuo Ishiguro
Kazuo Ishiguro (Nagasaki, Japan, 8. studenog 1954.), britanski pisac japanskog podrijetla, dobitnik Nobelove nagrade za književnost 2017.

## Životopis
Rođen u japanskom gradu Nagasakiju. Kao petogodišnjak s obitelji seli u Veliku Britaniju zbog očevog posla u području oceanografije. Diplomirao je engleski jezik i književnost i filozofiju na Sveučilištu Kent u Canterburyju. Kreativno pisanje magistrira u Norwichu (University of East Anglia). Pohađa kolegije kod glasovite engleske književnice Angele Carter i uglednog književnika i teoretičara Malcolma Bradburyja. U mladosti je pisao pjesme pod utjecajem Boba Dylana i Leonarda Cohena. Ima dvije sestre. Od 1983. ima britansko državljanstvo. Oženjen je i otac jedne kćeri.
Spada u krug književnika postmodernističkog senzibiliteta. Piše jasnim jezikom i profinjenim stilom. U romanima kombinira teme nostalgičnih sjećanja, samoobmana, propuštenih životnih šansi, posljedica povijesnih događaja i drugih silnica što oblikuju ljudske sudbine. U obrazloženju Nobelove nagrade koju je dobio 2017. stoji kako je "u romanima goleme emotivne snage razotkrio ponor što se krije ispod naše iluzije povezanosti sa svijetom".
U prvom romanu "Blijed obris brežuljaka" (1982.) donosi sjećanja japanske udovice na život u Engleskoj i samoubojstvo kćeri. Drugi roman "Umjetnik plutajućega svijeta" (1986.) smješta u poslijeratni Japan prožet zapadnim utjecajima. Potagonist je japanski umjetnik koji potkraj života propituje svoj odnos prema umjetnosti i vlasti. U najpopularnijem romanu "Na kraju dana" (1989.) prema kojem je 1993. snimljen film, u prvom licu pripovijeda o engleskom batleru koji životnu službu i neupitnu lojalnost razotkriva kao prevaru i uzaludnu žrtvu. Za roman je osvojio nagradu Booker, a u filmskoj ekranizaciji je ulogu batlera Stevensa odigrao Anthony Hopkins.
"Bez utjehe" (1995.) je složeni moderni roman u kojem istražuje odnose fikcije i zbilje, sna i jave, prošloga i budućega. U hvaljenom distopijskom romanu "Nikad me ne ostavljaj" pripovijeda o ljudskim klonovima i posljedicama kloniranja. Radnja je smještena u britanski internat, a pripovijeda je mlada žena Kathy. Iako je naoko riječ o sasvim običnoj školi internatskog tipa, s polaznicima koji su zaokupljeni tipično mladenačkim stvarima, čitatelj postupno otkriva kako su polaznici ljudski klonovi, stvoreni sa svrhom kultiviranja organa za potrebe ne-kloniranih. Prema knjizi je 2010. snimljen film u režiji Marka Romaneka. Časopis Time ju je uvrstio među sto najboljih romana na engleskom jeziku svih vremena.

## Djela (nepotpun popis)
- Blijed obris brežuljaka (A Pale View of Hills, 1982), roman
- Umjetnik plutajućega svijeta (An Artist of the Floating World, 1986), roman
- Na kraju dana (The Remains of the Day, 1989), roman
- Bez utjehe (The Unconsoled, 1995), roman
- Kad smo bili siročad (When We Were Orphans, 2000), roman
- Nikad me ne ostavljaj (Never Let Me Go, 2005), distopijski roman
- Zakopani div (The Burried Giant, 2015.), roman

#### Prijevodi na hrvatski
- "Na kraju dana", Nada Šoljan, Targa, 1995.
- "Kad smo bili siročad", Vesna Valenčić, Leo-commerce, 2000.,
- "Nikada me ne ostavljaj", Vesna Valenčić, Leo-commerce, 2005.,
- "Nokturna: Pet priča o glazbi i sutonu", Miloš Ðurđević, Naklada Ljevak, 2010.
- "Bez utjehe", Ivana Šojat, Naklada Ljevak, 2013.[5]
- "Blijed pogled na bregove", Vladimir Cvetković Sever, Mitopeja, 2018.
- "Pokopani div", Vladimir Cvetković Sever, Mitopeja, 2018.
- "Klara i sunce", Vladimir Cvetković Sever, Mitopeja, 2021.

## Nagrade (izbor)
- 1982. Nagrada Winifred Holtby Memorial
- 1986. Nagrada Whitbread za knjigu godine, za "Umjetnik plutajućega svijeta"[5]
- 1989. Nagrada Booker za roman "Na kraju dana"[5]
- 1998. Chevalier de l'Ordre des Arts et des Lettres
- 2017. Nobelova nagrada za književnost